# Новый народный экологический и социальный союз (партия, Франция)
 Объединить Новый народный экологический и социальный союз
«Новый народный экологический и социальный союз» (фр. Nouvelle Union Populaire écologique et sociale) — французская большая коалиция левых, левоцентристских и зелёных партий, созданная 1—4 мая 2022 года с целью совместного выступления на парламентских выборах. Ядром коалиции выступил союз «Непокорённой Франции (LFI)» и Социалистической партии (PS), к которому присоединились Французская коммунистическая партия (PCF), партия «Европа, Экология, Зелёные» (EELV) (раннее договорившиеся друг с другом отдельно), Вместе! (E!), Génération.s (G.s) и некоторые других партии.
Переговоры между лидером LFI Жан-Люком Меланшоном и руководством PS носили напряжённый характер, социалистам (показавшим наихудший результат из левых партий на прошедших недавно президентских выборах) пришлось пойти на множественные уступки, в том числе отказаться от непопулярных мер Олланда. Программа блока включает в себя положения о повышении зарплат и пособий (в том числе МРОТ до 1400 евро), снижении пенсионного возраста до 60 лет, демократизации управления экономикой, введения государственных цен на товары первой необходимости, увеличении социальных расходов, защите экологии и отмене ограничительных законов Макрона.
Согласно пресс-релизу LFI, главная цель альянса — лишить коалицию президента Эммануэля Макрона парламентского большинства, а также победить ультраправых, в первую очередь «Национальное объединение» Ле Пен. Если альянс сможет получить большинство, то Меланшон будет выдвинут на пост премьер-министра, о чём уже есть согласие между LFI и EELV, но остальные партии пока не прояснили свою позицию по этому вопросу. Если Меланшон станет премьером Франции, это будет второе «сожительство» правого президента и левого правительства в истории Пятой республики (после премьерства социалиста Лионеля Жоспена при голлисте Жаке Шираке в 1997—2002 годах, когда на президентских выборах левые проиграли, а на парламентских — выиграли, объединившись в коалицию «Плюралистические левые»).